# Minka Kelly
Minka Dumont Kelly (Los Angeles, 24 juni 1980) is een Amerikaanse actrice.